# Percival P.40 Prentice
El Percival P.40 Prentice fue un entrenador empleado por la RAF tras la finalización de la Segunda Guerra Mundial. Su corta carrera fue dada principalmente por el desarrollo del motor a reacción en aeronaves militares.

## Especificaciones (P.40 T.1)
Referencia datos: Aircraft of the Royal Air Force

### Características generales
- Tripulación: 3
- Longitud: 9,5 m (31,2 ft)
- Envergadura: 14 m (45,9 ft)
- Altura: 3,9 m (12,8 ft)
- Superficie alar: 28,4 m² (305,7 ft²)
- Perfil alar: RAF 48
- Peso vacío: 1466 kg (3231,1 lb)
- Peso cargado: 1905 kg (4198,6 lb)
- Planta motriz: 1× motor en línea De Havilland Gipsy Queen 32.
  - Potencia: 187 kW (258 HP; 254 CV)
- Hélices: 1× bipala de paso fijo por motor.

### Rendimiento
- Velocidad máxima operativa (Vno): 230 km/h a 1 500 m s. n. m.
- Velocidad crucero (Vc): 219 km/h (136 MPH; 118 kt)
- Velocidad de entrada en pérdida (Vs): 91 km/h (57 MPH; 49 kt) con flaps abajo
- Alcance: 637 km (344 nmi; 396 mi)
- Techo de vuelo: 5490 m (18 012 ft)
- Régimen de ascenso: 3.3 m/s

- Datos: Q3899684
- Multimedia: Percival Prentice / Q3899684